# Malmø-salmebogen
Før reformationen eksisterede der to kendte trykte salmebøger i Danmark med enkelte tillæg. De går gerne under navnet Malmø-salmebogen efter byen Malmø, men havde hver sine redaktører og behandles nedenfor i to afsnit. 
Malmø-Tidesangbogen
Reformationen var begyndt i Malmø ni år, før den blev landets officielle religion. Den første evangeliske og dansksprogede gudstjeneste blev afholdt 1. juni 1527 i Malmø af Claus Mortensen.
I forbindelse med reformationen begyndte man i Danmark at synge salmer på dansk, nogle blev oversat fra latin, andre – som f.eks. Luthers nyskrevne salmer – blev oversat fra tysk. Der blev også digtet en del salmer på dansk, som i første omgang blev udgivet som løsblade. Men i 1528 blev mange af salmerne samlet i den såkaldte ”Malmø-Tidesangbogen”, som indeholdt 69 salmer. Bogen er ikke bevaret i sin helhed, men man kender til indholdet.
Claus Mortensen og Hans Olufsen stod som redaktører af bogen.
I 1529 udgav Claus Mortensen den første danske messe: Thet christelighe messze embedhe paa dansche, og samme år fornyede Arvid Pedersen Malmø-Tidesangbogen med et tillæg, og Een ny handbog med Psalmer oc aandelige lofsange blev udgivet.
Claus Mortensens liturgiske arbejde bestod af salmer, men man ved ikke nøjagtigt, hvor mange han selv har oversat, bearbejdet eller digtet. Mortensens og Olufsens Malmøbøger fra 1528-29 er begyndelsen på den evangelisk-lutherske salmesang på dansk.
Mortensens navn er knyttet til fire salmer i Kingos salmebog. Nogle er oversat fra Luther, gerne med nogle vers i tillæg, andre er antagelig digtet af ham selv:
- Gud Fader, Søn og Helligånd (Kingo nr 48)
- Du være lovet, Jesus Krist (Kingo nr 71)
- Nu er os Gud miskundelig (Kingo nr 91)
- Gud Fader udi himmerig (Kingo nr 108)
- Kom Helligånd, o Herre Gud (Kingo nr 205)

Malmø-salmebogen
Christiern Pedersen var bogtrykker i Malmø og udgav i 1533 den såkaldte Malmø-salmebog. Titelbladet findes ikke. Salmebogen var en revideret og udvidet udgave af Claus Mortensøns tidligere salmesamlinger, en jysk samling og antagelig andre. Christiern Pedersen finpudsede sproget, men foretog ikke større ændringer, «…Thi ieg fornam ath den menige mand vaar før bewan saa ath siunge oc quede dem almindelige offuer alt riget baade met ord noder oc toner/ Oc kunde dem oc saa mesten parten vden til/ Fordi [derfor] lod ieg her nu ingen noder sette/ Dog haffuer ieg mangestedis forbedret dansken som de vel see oc mercke som hende læse kunde.»
Der er fra Malmø-salmebogen en salme repræsenteret i Kingos salmebog, nr. 4: Kyrie, Gud Fader i himmerig.

## Eksterne links
- Danske Salmebøger Gennem 475 År (Webside ikke længere tilgængelig)
- Den Danske Salmebog Online – Biografi af Claus Mortensøn